# Chutorskoje (Kaliningrad)
Chutorskoje (russisch Хуторское, deutsch Gurdszen (Gurdschen), 1938–1945 Schwichowshof) ist ein Ort in der russischen Oblast Kaliningrad. Er gehört zur kommunalen Selbstverwaltungseinheit Stadtkreis Nesterow im Rajon Nesterow.

## Geographische Lage
Chutorskoje liegt drei Kilometer nördlich von Jasnaja Poljana ((Groß) Trakehnen) und östlich der Straße vom Bahnhof Diwnoje Nowoje (Trakehnen) nach Iljinskoje (Kassuben) und weiter zur russisch-polnischen Grenze.

## Geschichte
König Friedrich Wilhelm I. gründete 1732 das Königliche Stutamt Trakehnen auf kultiviertem ehemaligem Sumpfland zwischen Gumbinnen (heute russisch: Gussew) und Stallupönen (1938–1945 Ebenrode, russisch: Nesterow), ergänzt durch die Domäne Trakehnen (Jasnaja Poljana) und die zwei hinzugefügten Güter Alt- und Klein Gurdszen.
Der Gutsbezirk Gurdszen zählte 1895 171 Einwohner, bevor er 1900 in den Gutsbezirk Trakehnen, später Landgemeinde Groß Trakehnen, eingegliedert wurde. Als eines von vielen Vorwerken des Hauptgestüts Trakehnen war in Gurdszen die Rappstutenherde des Gestüts untergebracht. Am 3. Juni 1938 (mit amtlicher Bestätigung vom 16. Juli 1938) wurde der Ort in Schwichowshof umbenannt.
Infolge des Zweiten Weltkrieges kam das kleine Dorf unter sowjetische Administration. Zu einem unbekannten Zeitpunkt erhielt es die russische Bezeichnung Chutorskoje und wurde in den Dorfsowjet Tschkalowski selski Sowet im Rajon Nesterow eingegliedert. Von 2008 bis 2018 gehörte Chutorskoje zur Landgemeinde Iljuschinskoje selskoje posselenije und seither zum Stadtkreis Nesterow.

## Kirche
Mit seiner überwiegend evangelischen Bevölkerung war Gurdszen resp. Schwichowshof vor 1945 in das Kirchspiel Enzuhnen (1938–1946 Rodebach, russisch: Tschkalowo) eingepfarrt. Es gehörte zum Kirchenkreis Stallupönen (1938–1946 Ebenrode, russisch: Nesterow) in der Kirchenprovinz Ostpreußen der Kirche der Altpreußischen Union. Letzter deutscher Geistlicher war Pfarrer Max Dörr.
In den 1990er Jahren ist im Nachbarort Jasnaja Poljana (Groß Trakehnen) eine neue evangelische Gemeinde entstanden, die sich der ebenfalls neugegründeten Propstei Kaliningrad in der Evangelisch-Lutherischen Kirche Europäisches Russland (ELKER) angeschlossen hat. Das zuständige Pfarramt ist das der Salzburger Kirche in Gussew (Gumbinnen).